# Isabel Pintor
Isabel Pintor (n. Madrid, Comunidad de Madrid, España; 10 de octubre de 1973) es una actriz de televisión y teatro española. Nació y paso la primera parte de su vida en el barrio de fortaleza junto a sus padres y a su hermano.

## Biografía[2]
Isabel nació en el Barrio de Hortaleza, en Madrid, donde se crio con sus padres, quienes han sido un apoyo fundamental para su vida profesional desde el comienzo de su carrera.
Estudió psicología en la Universidad Autónoma de Madrid hasta el tercer curso, y acabó la carrera en Estocolmo. El teatro que vio en Suecia y su experiencia personal allí despertó su deseo de ser actriz. Así que al regresar a España decidió compaginar su formación en psicología con la de Arte Dramático en el Laboratorio Teatral de Madrid, donde conoció a su verdadero maestro José Carlos Plaza y entró en verdadero contacto.
Gracias a José Carlos pudo debutar en El avaro de Molière, protagonizada por Rafael Álvarez "El Brujo", junto a Berta Riaza, con la que compartió escenario durante un año. Trabajó en varias obras: “Crimen y Castigo” dirigida también por José Carlos Plaza, “La Celestina” dirigida por Joaquín Vida, “Top Girls”, dirigida por Magüi Mira.
Al mismo tiempo que participaba en estas obras, decidió crear sus propio espectáculos de pequeño formato empezando por “Las Engendras Televisivas”, con Esperanza Pedreño.
En 2001 consiguió una beca Fulbright para acabar sus estudios de Arte Dramático en Nueva York. Allí hizo un año de estudios de Interpretación y Dirección de Actores en el “HB Studio” de Nueva York con William Carden y Austin Pendleton, entre otros. Para ella fue una experiencia muy enriquecedora, tanto a nivel personal como profesional.
Cuando volvió a Madrid trabajó en varios obras Pentesilea de Peter Stein, El Sueño de una noche de verano de Miguel Narros, El Burlador de Sevilla de Emilio Hernández. En 2005 participó en la serie de televisión Agitación + IVA de Telecinco. Dirigió varios montajes teatrales “Tus amigos nunca te harían daño” de Santiago Roncagliolo, “Camas y mesas” de Emilio Williams y “Mi Gemela es hija única”.
En 2010, unió sus facetas de psicóloga y actriz dando clases de "Comunicación no verbal" en el Instituto Laureano Cuesta, y trabaja en sesiones de psicodrama con la psicóloga María Muñoz Grandes.
También trabajó en el mundo del periodismo como comentarista teatral en el programa Es la noche de César en Libertad Digital Televisión junto con el escritor y periodista César Vidal.

## Trayectoria

### Teatro
- 2011: Las novias de Travolta, de Josu Ormaetxe como Lucía
- 2011: Camas y mesas de Isabel Pintos como Mar
- 2010: ¡A saco! de Cuco Afonso como Pati
- 2008-2009: El burlador de Sevilla de Emilio Hernández como Isabela
- 2006: La venganza de Petra de J.L. Moreno como Petra
- 2004: Yo, Claudio de Jośe Carlos Plaza como Mesalina
- 2003: El sueño de una noche de Miguel Narros como Helena
- 2002: Bodas de sangre de Yerma como Criada
- 2002: Penthelisea de Peter Stein como Amazona
- 2001: Top Girls de Magüi Mira como Janine
- 2000: Las engendras Televisivas de Raquel Toledo como
- 1999: La noche de Joaquín Vida como Claudia
- 1999: La celestina de Joaquín Vida como Areúsa
- 1998: Crimen y castigo de José Carlos Plaza como Dunia
- 1997: El avaro de José Carlos Plaza como Mariana

### Televisión
- 2009: Mi gemela es hija única en Telecinco como Paqui
- 2006: A tortas con la vida en Antena 3 - Personaje episódico
- 2005-2006: Agitación + IVA en Telecinco - Varios personajes

Apariciones en: Doctor Mateo, Impares, Los misterios de Laura, Matrimonio con Hijos, 7 vdas, El comisario, Aquí no hay quien viva, Mis adorables vecinos, Sopaboba, Una nueva vida, Cuéntame, El grupo, Robles investigador, El súper

### Largometrajes
- 2007: Salir pitando de Álvaro Fernández Armero
- 2002: Días de fútbol de David Serrano
- 2001: Amor, curiosidad prozac y dudas de Miguel Santesmases
- 1996-1997: Casting, agujetas en el alma de Fernando Merinero

### Cortometrajes
- 2007: Del Blanco al negro de Gerardo Herrero
- 2004: Crímenes ejemplares de Carlos Grau
- 2001: Brasil de Javier Gutiérrez
- 1996: Los huracanes, el surf, y los sioux de Tomás Fernández

## Premios
| Premios                   | Año                     | Categoría               | Obra                            | Personaje | Resultado |
| ------------------------- | ----------------------- | ----------------------- | ------------------------------- | --------- | --------- |
| Premios unión de actores  | 2004                    | Mejor actriz secundaria | Yo, Claudio                     | Mesalina  | Ganadora  |
| Premios unión de actores  | 2003                    | Mejor actriz secundaria | El sueño de una noche de verano | Helena    | Nominada  |
| Festival Pasadeña Logroño | Espectáculo             | -                       | Las engendras televisivas       |           | Ganadora  |
| Maratón Café Teatro CAM   | Interpretación femenina | -                       | Las engendras televisivas       |           | Ganadora  |